# 50가지 그림자: 심연
《50가지 그림자: 심연》(영어: Fifty Shades Darker)은 E. L. 제임스의 2012년 소설로, 《50가지 그림자 시리즈》의 두번째 작품이다. 〈USA 투데이〉의 베스트셀러 2위에 등극했다. 본 소설을 원작으로 한 동명 영화는 2017년 2월 공개되었다.